# Shut Up and Kiss Me
Albums de Elva Hsiao
I'm Ready
(2011)
Shut Up and Kiss Me est le 13e album de Elva Hsiao, et son 1er sorti sous le label Sony Music Entertainment le 22 août 2014 à Taïwan. Il sort en format CD, en version CD (Kiss Me) avec un T-shirt, en version CD (Shut Up) avec un sac et version CD (Romantic) avec une illustration en cadeau.

## Liste des titres
| 1.  | Bu Jie Shi Qin Wen (不解釋親吻 / Shut Up & Kiss Me)                                    | 4:07 |
| 2.  | Lang Man Lai Xi (浪漫來襲 / Romance Strikes)                                           | 4:11 |
| 3.  | Gan Shang (敢傷 / Dare Hurt)                                                           | 4:11 |
| 4.  | Jie Hou Yu Sheng (劫後餘生 / Surviving)                                                | 4:17 |
| 5.  | Dui Shui Dou Hao (對誰都好 / Good For Anyone)                                          | 4:32 |
| 6.  | Liu Ai Cha Kan (留愛查看 / Leave Love To See)                                          | 3:51 |
| 7.  | Yong Bao Zi Ji (擁抱自己 / Embrace Yourself)                                           | 3:29 |
| 8.  | Tian Lei Di Huo (天雷地火 / Trigger to the Thunder of Love)                            | 3:14 |
| 9.  | Ai Mian Qian Shui Dou 17 Sui (愛面前誰都17歲 / Love In Front of Everyone 17 Years Old) | 3:23 |
| 10. | Zhi Ai (窒愛 / Smothering Love)                                                        | 4:47 |
| 11. | Ji De Yao Wei Xiao (記得要微笑 / Remember To Smile)                                    | 4:41 |